# Acsmithia elliptica
Acsmithia elliptica är en tvåhjärtbladig växtart som först beskrevs av Eugène Vieillard och Renato Pampanini, och fick sitt nu gällande namn av R.D. Hoogland. Acsmithia elliptica ingår i släktet Acsmithia och familjen Cunoniaceae. Inga underarter finns listade i Catalogue of Life.